# Bryan Brown
Bryan Brown (polno ime Bryan Neathway Brown), avstralski filmski in televizijski igralec, *23. junij 1947, Sydney, Novi Južni Wales, Avstralija.
Od konca sedemdesetih let je igral v več kot 80-ih filmskih in televizijskih projektih tako v domači Avstraliji kot tudi v tujini. Njegovi pomembnejši filmi so Breaker Morant (1980), Give My Regards to Broad Street (1984), F/X (1986), Cocktail (1988), Gorile v megli: Zgodba o Dian Fossey (1988), F/X2 (1991), Along Came Polly (2004), Avstralia (2008), Kill Me Three Times (2014) in Gods of Egypt (2016). Leta 1983 je nastopil v televizijski miniseriji Pesem ptic trnovk, za kar si je prislužil nominaciji za zlati globus in Emmyja.

## Zgodnje življenje
Bryan Brown se je rodil 23. junija 1947 v Sydneyju očetu Johnu, imenovanemu tudi Jack, in materi Molly, ki je bila pianistka na baletni šoli Langshaw, na njej pa je delala tudi kot čistilka. Skupaj z mlajšo sestro Kristine sta odraščala v juhozahodnem predmestju Sydneya Panana. Kot študent je Bryan delal v družbi AMP, igral pa je tudi v amaterskih gledaliških predstavah, kjer je odkril strast do igre.

## Kariera
Leta 1964 je Brown odpotoval v Združeno kraljestvo in odigral več manjših vlog v različnih predstavah v gledališču The Old Vic. Po vrnitvi v Avstralijo je nastopal v amaterskem gledališču Genesian Theatre v Sydneyju. Nastopil je v predstavi The Man for All Seasons v priredbi Colleen Clifford, nato pa se je pridružil družbi Queensland Theatre Company.
Filmski debi je dočakal leta 1975, ko je v filmu Scobie Malone nastopil kot policist. Povedal je le za dve vrstici teksta in bil na listi igralcev napisan na zadnjem mestu kot Brian Bronn. Leta 1977 je odigral manjšo vlogo v filmu The Love Letters from Teralba Road. V naslednjih dveh letih se je pojavil v več avstralskih filmih, na primer Stir in Money Movers.
Leta 1980 je Brown postal znan mednarodnemu občinstvu po svoji vlogi v filmu Breaker Morant. Še naprej je igral v raznih avstralskih filmih, pojavil pa se je tudi v televizijski miniseriji A Town Like Alice, ki je postala popularna tudi v ZDA.
Ameriškim gledalcem se je najbolj vtisnil v spomin po vlogi Luka O'Neilla v miniseriji Pesem ptic trnovk iz leta 1983. V njej sta kot glavna igralca zaigrala Richard Chamberlain in Rachel Ward, ki jo je spoznal na tem snemanju in je pozneje postala njegova žena. Za to vlogo si je prislužil nominaciji za zlati globus in Emmyja za najboljšega stranskega igralca.
Nastopil je tudi v več mednarodnih produkcijah, med drugim v filmih Tai-Pan z Joan Chen, F/X – Murder by Illusion, Gorile v megli: Zgodba o Dian Fossey s Sigourney Weaver in Cocktail s Tomom Cruisom.
V devetdesetih letih dvajsetega stoletja se je Brown pojavil v več ameriških, britanskih in avstralskih televizijskih in filmskih produkcijah, kot je na primer Two Hands iz leta 1999.
Leta 2014 je v gledališču Wharf, ki spada pod združenje sydneyskih gledališč, skupaj z Alison Whyte nastopil v igri Davida Williamsona Traveling North.

## Produkcijsko delo
Brownova produkcijska hiša je sproducirala seriji Twisted Tales in Two Twisted (ki sta podobni serijam Alfred Hitchcock Presents). Druga serija je bila oblikovana tako, da so bile zgodbe v njej na nek način povezane z zgodbami iz prve serije, s čimer so spodbudili občinstvo, naj skuša najti povezavo.

## Nagrade
Leta 1989 je bil Brown sprejet v Hišo slavnih Logie. Dvakrat je prejel nagrado Avstralskega filmskega inštituta AACTA za najboljšega igralca v stranski vlogi, in sicer za filma Breaker Morant (1980) in Two Hands (1999).
Junija 2005 je bil odlikovan s častnim redom Avstralije za pomoč skupnosti preko vrste dobrodelnih organizacij, ki se zavzemajo za pomoč in podporo družinam in mladim, ter za prispevek k avstralski filmski in televizijski industriji.
Leta 2013 so po njem poimenovali Bryan Brown Theater & Function Centre v Banstownu v Sydneyju.

## Zasebno življenje
Na snemanju televizijske miniserije Pesem ptic trnovk leta 1983 je spoznal Rachel Ward, s katero sta igrala zakonca O'Neill. Ob prvem srečanju ji je Brown z dlani prerokoval, da bo imela tri otroke. Nekaj mesecev po snemanju sta se poročila. Imata tri otroke, ena od njih, Matilda Brown, je prav tako igralka.
Bryan Brown je močan zagovornik avstralskega republikanizma.

## Filmografija

### Filmi
| Leto | Naslov                               | Vloga                      | Opomba                                                        |
| ---- | ------------------------------------ | -------------------------- | ------------------------------------------------------------- |
| 1977 | The Love Letters from Teralba Road   | Len                        |                                                               |
| 1978 | Third Person Plural                  | Mark                       |                                                               |
| 1978 | The Irishman                         | Eric Haywood               |                                                               |
| 1978 | Weekend of Shadows                   | Bennett                    |                                                               |
| 1978 | The Chant of Jimmie Blacksmith       | Shearer                    |                                                               |
| 1978 | Newsfront                            | Geoff                      |                                                               |
| 1978 | Money Movers                         | Brian Jackson              |                                                               |
| 1979 | Cathy's Child                        | Paul Nicholson             |                                                               |
| 1979 | The Odd Angry Shot                   | Rogers                     |                                                               |
| 1980 | Palm Beach                           | Paul Kite                  |                                                               |
| 1980 | Breaker Morant                       | Lt. Peter Handcock         | Nagrada AACTA za najboljšega stranskega igralca               |
| 1980 | Stir                                 | China Jackson              | Nominacija za nagrado AACTA za najboljšega glavnega igralca   |
| 1980 | Blood Money                          | Brian Shields              |                                                               |
| 1981 | Winter of Our Dreams                 | Rob                        |                                                               |
| 1982 | Far East                             | Morgan Keefe               |                                                               |
| 1984 | Give My Regards to Broad Street      | Steve                      |                                                               |
| 1984 | Kim                                  | Mahbub Ali                 | Televizijski film                                             |
| 1985 | Parker                               | David Parker               |                                                               |
| 1985 | The Empty Beach                      | Cliff Hardy                |                                                               |
| 1985 | Rebel                                | Tiger                      | Nominacija za nagrado AACTA za najboljšega stranskega igralca |
| 1986 | F/X                                  | Roland 'Rollie' Tyler      |                                                               |
| 1986 | Tai-Pan                              | Dirk Struan                |                                                               |
| 1987 | The Good Wife                        | Sonny Hills                |                                                               |
| 1987 | The Shiralee                         | Macauley                   | Televizijski film                                             |
| 1988 | Cocktail                             | Doug Coughlin              |                                                               |
| 1988 | Gorile v megli: Zgodba o Dian Fossey | Bob Campbell               |                                                               |
| 1990 | Blood Oath                           | Kapitan Cooper             | Alternativni naslov Prisoners of the Sun                      |
| 1991 | Sweet Talker                         | Harry Reynolds             |                                                               |
| 1991 | Dead in the Water                    | Charlie Deegan             | Televizijski film                                             |
| 1991 | F/X2                                 | Rollie Tyler               |                                                               |
| 1992 | Blame It on the Bellboy              | Mike Lawton/Charlton Black |                                                               |
| 1992 | Devlin                               | Frank Devlin               | Televizijski film                                             |
| 1993 | Age of Treason                       | Marcus Didius Falco        | Televizijski film                                             |
| 1993 | The Last Hit                         | Michael Grant              | Televizijski film                                             |
| 1995 | Full Body Massage                    | Fitch                      | Televizijski film                                             |
| 1996 | Dead Heart                           | Ray Lorkin                 |                                                               |
| 1997 | 20,000 Leagues Under the Sea         | Ned Land                   | Televizijski film                                             |
| 1998 | Dogboys                              | Kapitan Robert Brown       | Televizijski film                                             |
| 1998 | On the Border                        | Barry Montana              | Televizijski film                                             |
| 1999 | Dear Claudia                         | Walter Burton              |                                                               |
| 1999 | Two Hands                            | Pando                      | Nagrada AACTA za najboljšega stranskega igralca               |
| 1999 | Grizzly Falls                        | Tyrone Bankston            |                                                               |
| 2000 | On the Beach                         | Dr. Julian Osborne         | Televizijski film                                             |
| 2001 | Risk                                 | John Kriesky               |                                                               |
| 2001 | Mullet                               | Publican (glas)            |                                                               |
| 2001 | Styx                                 | Art                        |                                                               |
| 2002 | Dirty Deeds                          | Barry Ryan                 |                                                               |
| 2003 | Footsteps                            | Eddie Bruno                | Televizijski film                                             |
| 2004 | Revenge of the Middle-Aged Woman     | Hal Thorne                 | Televizijski film                                             |
| 2004 | Along Came Polly                     | Leland Van Lew             |                                                               |
| 2005 | Spring Break Shark Attack            | Joel Gately                | Televizijski film                                             |
| 2005 | The Poseidon Adventure               | Jeffrey Eric Anderson      | Televizijski film                                             |
| 2006 | Two Twisted                          | Detektiv Vincent Westler   | Televizijski film                                             |
| 2007 | Joanne Lees: Murder in the Outback   | Rex Wild QC                | Televizijski film                                             |
| 2008 | Dean Spanley                         | Wrather                    |                                                               |
| 2008 | Cactus                               | Rosco                      |                                                               |
| 2008 | Australia                            | King Carney                |                                                               |
| 2009 | Beautiful Kate                       | Bruce Kendall              | Nominacija za nagrado AACTA za najboljšega stranskega igralca |
| 2010 | Limbo                                | Daniel                     |                                                               |
| 2011 | Love Birds                           | Dr. Buster                 |                                                               |
| 2014 | Kill Me Three Times                  | Bruce Jones                |                                                               |
| 2016 | The Light Between Oceans             | Septimus Potts             |                                                               |
| 2016 | Gods of Egypt                        | Osiris                     |                                                               |
| 2016 | Red Dog: True Blue                   | Dedek                      |                                                               |
| 2017 | Sweet Country                        |                            |                                                               |

### Televizija
| Leto | Naslov                             | Vloga           | Opomba |
| ---- | ---------------------------------- | --------------- | --- |
| 1978 | Against the Wind                   | Michael Connor  | Miniserija, 2 epizodi |
| 1981 | A Town Like Alice                  | Joe Harmon      | Miniserija, 3 epizode |
| 1983 | Pesem ptic trnovk                  | Luke O'Neill    | Miniserija, 3 epizode Nominacija za zlati globus za najboljšega stranskega igralca Nominacija za Emmyja za najboljšega stranskega igralca |
| 1984 | Eureka Stockade                    | Peter Lalor     | Miniserija, 3 epizode |
| 1994 | The Wanderer                       | Adam            | Serija, 3 epizode |
| 1996 | Twisted Tales                      | Jack Johnson    | Serija, epizoda "The Confident Man" |
| 1999 | Journey to the Center of the Earth | Casper Hastings | Miniserija, 2 epizodi |
| 2012 | The Good Wife                      | Jack Copeland   | Serija, 2 epizodi |
| 2013 | Better Man                         | Lex Lasry       | Miniserija, 4 epizode |
| 2014 | Old School                         | Lennie Cahill   | Serija, 8 epizod |